# Polskt nattljus
Polskt nattljus (Oenothera wratislaviensis) är en dunörtsväxtart som beskrevs av Rostanski. Polskt nattljus ingår i släktet nattljussläktet, och familjen dunörtsväxter. Inga underarter finns listade i Catalogue of Life.